# Barranc de Rater
El Barranc de Rater és un barranc de l'antic terme d'Isona, actualment pertanyent al terme municipal d'Isona i Conca Dellà.
Es forma sota i just al sud-est del Turó de la Colomera, per la unió de dos barrancs: la Llau de Torrulló i el barranc de l'Espluga. No té un recorregut gaire llarg, però sí molt marcat, ja que separa dues serres importants: la de la Colomera, que acull l'ermita de la Mare de Déu de la Posa, i la de Llordà, on es troba el poble d'aquest nom i el castell de Llordà. Desemboca en el barranc de Francolí al sud-oest del poble de Llordà, més al sud de la carretera C-1412b.